# Trombones de Costa Rica
Trombones de Costa Rica es un cuarteto de trombones costarricense fundado en 1991 por Alejandro Gutiérrez, Martín Bonilla, Leonel Rodríguez e Iván Chinchilla caracterizado por la interpretación de repertorio de música clásica, jazz y latinoamericana.

## Biografía
El Cuarteto fue fundado en 1991 en San José, Costa Rica. Actualmente el grupo de cámara está conformado por los trombonistas tenores: Luis Fred, Martín Bonilla y Leonel Rodríguez y por el trombonista bajo César Fumero. Desde su fundación el cuarteto ha realizado diversas giras artísticas en Centroamérica, el Caribe, Norteamérica, Sur América y Europa interpretando un repertorio que mezcla la música clásica, el jazz y la música latinoaméricana.

Trombones de Costa Rica, enero de 2020

Reciben el Premio Especial de la Ciudad de Passau en Alemania en 1991 y en el año 1997 reciben el Premio Nacional de Música en la ciudad de San José, Costa Rica. Han sido solistas al lado de la Banda de la Armada de los Estados Unidos en Washington, Oregon State Symphonic Band, Carroll College Wind Ensemble, University of Miami Wind Ensemble en los Estados Unidos, la Orquesta Sinfónica Nacional del Ecuador y con la Orquesta Sinfónica Nacional de Costa Rica en conciertos de temporada y giras internacionales.
Desde el año 2001 son anfitriones y productores del Festival Internacional de Bronces Trombones de Costa Rica, en el cual, además de la agrupación, han participado trombonistas invitados como: Martin Schippers, Toby Oft, Christan Griego, Irvin Wagner, Don Lucas, entre otros. Trombones de Costa Rica ha sido artista invitado y facultad residente para el International Trombone Festival del International Trombone Association 2001 y 2002 y del Eastern Trombone Workshop 2003 en los Estados Unidos. Actualmente, el grupo es residente del Auditorio Nacional de Costa Rica e instructor internacional para Edwards Instruments.

## Integrantes
- Luis Fred - Trombón Tenor
- Martín Bonilla - Trombón Tenor
- Leonel Rodríguez - Trombón Tenor
- César Fumero - Trombón

## Discografía
- 1997 Contrastes
- 2001 Imágenes
- 2005 Trombonismos
- 2008 Latinoamérica